# Alcis subolivacea
Alcis subolivacea är en fjärilsart som beskrevs av George Francis Hampson 1907. Alcis subolivacea ingår i släktet Alcis och familjen mätare. Inga underarter finns listade i Catalogue of Life.